# Goddess of Love
Goddess of Love (Se ha perdido una diosa, en Hispanoamérica) es una telefilme estadounidense de 1988, basada libremente en la película de 1948 One Touch of Venus (película).

## Argumento
Hace 3.000 años, en el Olimpo, la diosa Venus es condenada a ser una estatua de piedra hasta que entienda que es el verdadero amor. En el presente, Ted Beckman coloca un anillo de compromiso en la estatua de Venus, desconociendo que es la verdadera diosa. Ante esta situación, Zeus decide darle una nueva oportunidad a Venus, quitándole la maldición. En ese momento empiezan los problemas para Ted, quien está comprometido en matrimonio con Cathy.

## Reparto
- Vanna White ... Venus
- David Naughton ... Ted Beckman
- David Leisure ... Jimmy
- Amanda Bearse ... Cathy
- Philip Baker Hall ... Detective Charles
- Betsy Palmer 	... Hera
- John Rhys-Davies ... 	Zeus
- Little Richard ... Alphonso
- Ray O'Connor 	... Joe
- Michael Goldfinger ... Mack
- Jennifer Bassey ... Mrs. Wilson
- Marty Davis ... Guardia
- David Donham ... Fire Marshal
- James Edgcomb ... Uniformed Policeman
- Lindsey Fields ... Tour Guide